# 영건 탐정사무소
"영건 탐정사무소"(Young Gun in the Time)는 한국에서 제작된 오영두 감독의 2011년 SF, 액션 영화이다. 홍서백 등이 주연으로 출연하였다.

## 출연

### 주연
- 홍서백
- 최송현
- 하은정
- 배용근

### 조연
- 김희창
- 조승연
- 조한
- 서병철

## 기타
- 프로듀서: 장윤정
- 조명: 박효훈
- 조명부: 이광희
- 조연출: 류선광
- 연출부: 형슬우
- 녹음: 지창주
- 음향: 공태원
- 음향: 김봉수
- 음향: 윤석도
- 미술: 류선광
- 특수효과: 홍장표
- 분장: 장윤정
- 의상: 장윤정
- 광고디자인: 박동우
- 광고디자인: 최지웅
- 무술: 김신웅
- 장비: 류훈
- 디지털처리: 송세진
- 배급부문: 곽용수
- 배급부문: 한소명
- 배급부문: 나두나
- 배급부문: 이신영
- 배급부문: 김화범
- 마케팅부문: 조계영
- 마케팅부문: 연경아
- 마케팅부문: 한지희